# Micrathena evansi
Micrathena evansi là một loài nhện trong họ Araneidae.
Loài này thuộc chi Micrathena. Micrathena evansi được Arthur Merton Chickering miêu tả năm 1960.